# Сафонови
Сафонови — шляхетський рід, від якого походить низка родин російської та української шляхти часів Російської імперії.
Представники прізвища Сафонов, служили на різних дворянських службах Російському Престолу, і отримали від царя 1654 року цілий ряд маєтків на Гетьманщині (територія сучасної України).

## Походження
Рід походить від кримського татарина Курбата, який 1463 року виїхав на службу в Московське князево до  Івана III й служив там окольничим. Його онук називався Сафон Муньєв, звідки й походить прізвище.

## Опис герба
У щиті, розділеному горизонтально на два поля червоне і блакитне, зображений золотий хрест, по боках якого в блакитному полі означені два місяця, з правого боку срібний, а з лівої — золотий, рогами зверненими до боків щита.
Щит увінчаний звичайним лицарським шоломом з короною на ньом і з п'ятьма павиними пір'ям. Намет на щиті блакитний, підкладений золотом. Герб внесений Загальний гербовник дворянських родів Російської імперії, ч. 3, 1-е отд., С. 92.

## Представники роду
- Сафонов Тимофій Олексійович — український художник, живописець.
- Сафонов Яків Васильович — генерал армії УНР.